# Пајнхерст (округ Монтгомери, Тексас)
Пајнхерст (енгл. Pinehurst, Montgomery County) насељено је место без административног статуса у америчкој савезној држави Тексас.

## Демографија
По попису из 2010. године број становника је 4.624, што је 358 (8,4%) становника више него 2000. године.
| Група             | 2000.         | 2010.         |
| Белци             | 3.716 (87,1%) | 3.106 (67,2%) |
| Афроамериканци    | 37 (0,9%)     | 65 (1,4%)     |
| Азијати           | 9 (0,2%)      | 9 (0,2%)      |
| Хиспаноамериканци | 439 (10,3%)   | 1.380 (29,8%) |
| Укупно            | 4.266         | 4.624         |